# Persone di cognome Howard
| Questa pagina contiene informazioni ricavate automaticamente dalle voci biografiche con l'ausilio del template Bio e di un bot. L'aggiornamento è periodico e automatico e ricostruisce completamente la pagina. Se manca una persona in questa lista, sei pregato di non aggiungerla, ma accertati piuttosto che la sua voce biografica contenga il template Bio e che i dati anagrafici siano correttamente compilati. Se il template Bio manca, inseriscilo tu stesso o, in alternativa, metti l'avviso {{tmp\|Bio}} che ne segnala la mancanza. Se i dati riportati sono sbagliati, correggi direttamente la voce biografica; le modifiche saranno visibili in questa lista entro pochi giorni. Per chiarimenti vedi il progetto antroponimi. La lista contiene solo le 215 persone che sono citate nell'enciclopedia e per le quali è stato implementato correttamente il template Bio. Pagina aggiornata al 7 ago 2025. |

Questa è una lista di persone presenti nell'enciclopedia che hanno il cognome Howard, suddivise per attività principale.

## Allenatori di calcio(1)
- Mark Howard, allenatore di calcio e ex calciatore inglese (Salford, n. 1986)

## Ammiragli(1)
- Edward Howard, ammiraglio britannico († 1513)

## Artisti(1)
- Kenny Howard, artista e decoratore statunitense (n. 1929 - † 1992)

## Astronome(1)
- Meredith Howard, astronoma statunitense

## Attori(20)
- Alan Howard, attore inglese (Londra, n. 1937 - Londra, † 2015)
- Andrew Howard, attore gallese (Cardiff, n. 1969)
- Arliss Howard, attore, regista e sceneggiatore statunitense (Independence, n. 1954)
- Christian Howard, attore, modello e artista marziale britannico (Sunderland, n. 1984)
- Clint Howard, attore statunitense (Burbank, n. 1959)
- Curly Howard, attore e comico statunitense (Brooklyn, n. 1903 - San Gabriel, † 1952)
- George Howard, attore statunitense (n. 1866 - Vancouver, † 1921)
- John Howard, attore statunitense (Cleveland, n. 1913 - Santa Rosa, † 1995)
- John Howard, attore australiano (Corowa, n. 1952)
- Jonathan Howard, attore britannico (Lancashire, n. 1987)
- Ken Howard, attore statunitense (El Centro, n. 1944 - Los Angeles, † 2016)
- Kyle Howard, attore statunitense (Loveland, n. 1978)
- Leo Howard, attore, artista marziale e modello statunitense (Newport Beach, n. 1997)
- Leslie Howard, attore, regista e produttore cinematografico britannico (Londra, n. 1893 - Golfo di Biscaglia, † 1943)
- Moe Howard, attore e comico statunitense (Brooklyn, n. 1897 - Los Angeles, † 1975)
- Ronald Howard, attore e scrittore britannico (South Norwood, n. 1918 - Bridport, † 1996)
- Shemp Howard, attore e comico statunitense (Brooklyn, n. 1895 - Los Angeles, † 1955)
- Terrence Howard, attore statunitense (Chicago, n. 1969)
- Tim Howar, attore e cantante canadese (Spirit River, n. 1969)
- Hade Vansen, attore e ex wrestler inglese (Londra, n. 1982)

## Attrici(9)
- Bryce Dallas Howard, attrice statunitense (Los Angeles, n. 1981)
- Esther Howard, attrice statunitense (Butte, n. 1892 - Los Angeles, † 1965)
- Jean Howard, attrice statunitense (Longview, n. 1910 - Beverly Hills, † 2000)
- Laura Howard, attrice britannica (Chiswick, n. 1977)
- Lisa Howard, attrice canadese (London, n. 1963)
- Melissa Howard, attrice australiana (Brisbane)
- Susan Howard, attrice, scrittrice e sceneggiatrice statunitense (Marshall, n. 1944)
- Tanedra Howard, attrice statunitense (Inglewood, n. 1980)
- Traylor Howard, attrice e modella statunitense (Orlando, n. 1966)

## Autori di videogiochi(1)
- Todd Howard, autore di videogiochi e informatico statunitense (Allentown, n. 1970)

## Batteristi(2)
- Dominic Howard, batterista britannico (Stockport, n. 1977)
- Pete Howard, batterista inglese

## Botanici(1)
- Albert Howard, botanico britannico (n. 1873 - † 1947)

## Calciatori(5)
- Brian Howard, ex calciatore inglese (Winchester, n. 1983)
- Mark Howard, calciatore inglese (Southwork, n. 1986)
- Stan Howard, calciatore inglese (Chorley, n. 1934 - Preston, † 2004)
- Steve Howard, ex calciatore inglese (Durham, n. 1976)
- Terry Howard, ex calciatore inglese (Stepney, n. 1966)

## Calciatrici(1)
- Sophie Howard, calciatrice tedesca (Hanau, n. 1993)

## Canottieri(1)
- Malcolm Howard, canottiere canadese (Victoria, n. 1983)

## Cantanti(5)
- Adina Howard, cantante statunitense (Grand Rapids, n. 1973)
- Miki Howard, cantante statunitense (Chicago, n. 1960)
- Jan Howard, cantante statunitense (West Plains, n. 1929 - Gallatin, † 2020)
- Kathleen Howard, cantante, scrittrice e attrice canadese (New York, n. 1884 - New York, † 1956)
- Dr. Robert, cantante britannico (Haddington, n. 1961)

## Cantautori(3)
- Ben Howard, cantautore e musicista inglese (Londra, n. 1987)
- Jon Howard, cantautore, chitarrista e compositore statunitense (Mechanicsburg, n. 1985)
- The Kid Laroi, cantautore, rapper e produttore discografico australiano (Sydney, n. 2003)

## Cantautrici(1)
- Brittany Howard, cantautrice e musicista statunitense (Athens, n. 1988)

## Cardinali(2)
- Edward Henry Howard, cardinale e arcivescovo cattolico britannico (Nottingham, n. 1829 - Brighton, † 1892)
- Philip Howard, cardinale e vescovo cattolico britannico (Londra, n. 1629 - Roma, † 1694)

## Cestiste(3)
- Melody Howard, ex cestista statunitense (n. 1972)
- Natasha Howard, cestista statunitense (Toledo, n. 1991)
- Rhyne Howard, cestista statunitense (Chattanooga, n. 2000)

## Cestisti(15)
- Greg Howard, ex cestista statunitense (Pittsburgh, n. 1948)
- Josh Howard, ex cestista statunitense (Winston-Salem, n. 1980)
- Mo Howard, ex cestista statunitense (Filadelfia, n. 1954)
- Otis Howard, ex cestista statunitense (Oak Ridge, n. 1956)
- Ron Howard, ex cestista statunitense (Chicago, n. 1982)
- Brian Howard, ex cestista statunitense (Winston-Salem, n. 1967)
- Dwight Howard, cestista statunitense (Atlanta, n. 1985)
- Jett Howard, cestista statunitense (Chicago, n. 2003)
- Jordan Howard, cestista statunitense (Chandler, n. 1996)
- Juwan Howard, ex cestista e allenatore di pallacanestro statunitense (Chicago, n. 1973)
- Markus Howard, cestista statunitense (Morristown, n. 1999)
- Matt Howard, ex cestista statunitense (Carmel, n. 1989)
- Pe'Shon Howard, cestista statunitense (Los Angeles, n. 1990)
- Stephen Howard, ex cestista statunitense (Dallas, n. 1970)
- William Howard, cestista francese (Montbrison, n. 1993)

## Chimici(2)
- Edward Charles Howard, chimico britannico (Sheffield, n. 1774 - † 1816)
- Luke Howard, chimico, farmacista e meteorologo inglese (Londra, n. 1772 - Londra, † 1864)

## Ciclisti su strada(1)
- Leigh Howard, ciclista su strada e pistard australiano (Geelong, n. 1989)

## Dirigenti sportivi(1)
- Tim Howard, dirigente sportivo e ex calciatore statunitense (North Brunswick, n. 1979)

## Doppiatori(1)
- Robbie Daymond, doppiatore statunitense (Chesterfield, n. 1982)

## Drammaturghi(2)
- Bronson Howard, commediografo, drammaturgo e giornalista statunitense (Detroit, n. 1842 - Avon-by-the-Sea, † 1908)
- Edward Howard, drammaturgo inglese (Londra, n. 1624 - † 1700)

## Ebraisti(1)
- George Howard, ebraista statunitense (Holdenville, n. 1935 - Athens, † 2018)

## Filantropi(1)
- John Howard, filantropo britannico (n. 1726 - † 1790)

## Generali(1)
- Oliver O. Howard, generale statunitense (Leeds, n. 1830 - Burlington, † 1909)

## Giocatori di baseball(2)
- Frank Howard, giocatore di baseball, allenatore di baseball e cestista statunitense (Columbus, n. 1936 - Aldie, † 2023)
- Ryan Howard, ex giocatore di baseball e attore statunitense (Saint Louis, n. 1979)

## Giocatori di curling(1)
- Russ Howard, giocatore di curling canadese (Midland, n. 1956)

## Giocatori di football americano(11)
- Austin Howard, giocatore di football americano statunitense (Davenport, n. 1987)
- David Howard, ex giocatore di football americano statunitense (Columbia, n. 1987)
- Desmond Howard, ex giocatore di football americano statunitense (Cleveland, n. 1970)
- Jaye Howard, giocatore di football americano statunitense (Apopka, n. 1988)
- Jordan Howard, giocatore di football americano statunitense (Gardendale, n. 1994)
- O.J. Howard, giocatore di football americano statunitense (Prattville, n. 1994)
- Ron Howard, ex giocatore di football americano statunitense (Oakland, n. 1951)
- Thomas Howard, giocatore di football americano statunitense (Lubbock, n. 1983 - Contea di Alameda, † 2013)
- Travin Howard, giocatore di football americano statunitense (Longview, n. 1996)
- Tytus Howard, giocatore di football americano statunitense (Monroeville, n. 1996)
- Xavien Howard, giocatore di football americano statunitense (Houston, n. 1993)

## Giornalisti(1)
- Dick Howard, giornalista e ex calciatore inglese (Bromborough, n. 1943)

## Golfisti(1)
- Joseph Jefferson Howard, golfista statunitense (Missouri, n. 1878 - St. Louis, † 1908)

## Hockeisti su ghiaccio(1)
- Jimmy Howard, ex hockeista su ghiaccio statunitense (Syracuse, n. 1984)

## Imprenditori(1)
- Charles S. Howard, imprenditore statunitense (Marietta, n. 1877 - San Francisco, † 1950)

## Insegnanti(1)
- Ada Howard, docente statunitense (Temple, n. 1829 - New York, † 1907)

## Mezzosoprani(1)
- Ann Howard, mezzosoprano britannico (Londra, n. 1934 - Surbiton, † 2014)

## Militari(1)
- George Howard, XI conte di Carlisle, militare inglese (Londra, n. 1895 - Londra, † 1963)

## Modelle(1)
- Sophie Howard, modella britannica (Southport, n. 1983)

## Musicisti(1)
- Rowland S. Howard, musicista australiano (Melbourne, n. 1959 - Melbourne, † 2009)

## Nobildonne(4)
- Catherine Howard, nobildonna inglese (Lambeth, n. 1521 - Londra, † 1542)
- Douglas Howard, nobildonna inglese (n. 1543 - Londra, † 1608)
- Blanche Howard, nobildonna britannica (n. 1812 - † 1840)
- Rosalind Howard, nobildonna e attivista inglese (Londra, n. 1845 - Londra, † 1921)

## Nuotatrici(1)
- Julie Howard, ex nuotatrice canadese (Brantford, n. 1976)

## Ostacolisti(1)
- Dick Howard, ostacolista statunitense (Oklahoma City, n. 1935 - Los Angeles, † 1967)

## Pallavoliste(1)
- Skyy Howard, pallavolista statunitense (Dallas, n. 2001)

## Pallavolisti(1)
- Daniel Howard, pallavolista australiano (Kingscote, n. 1976)

## Pastori protestanti(1)
- William George Howard, VIII conte di Carlisle, pastore protestante inglese (Londra, n. 1808 - Londesborough, † 1889)

## Poeti(1)
- Richard Howard, poeta, traduttore e critico letterario statunitense (Cleveland, n. 1929 - New York, † 2022)

## Politici(6)
- Benjamin Chew Howard, politico statunitense (Baltimora, n. 1791 - Baltimora, † 1872)
- George Howard, politico, diplomatico e scrittore inglese (n. 1519 - † 1580)
- John Howard, politico australiano (Sydney, n. 1939)
- Joseph Howard, politico maltese (La Valletta, n. 1862 - La Valletta, † 1925)
- Michael Howard, politico e nobile britannico (Gorseinon, n. 1941)
- Pierre Howard, politico statunitense (Decatur, n. 1943)

## Registi(3)
- Byron Howard, regista e animatore statunitense (Misawa, n. 1968)
- Ron Howard, regista, produttore cinematografico e attore statunitense (Duncan, n. 1954)
- William K. Howard, regista, sceneggiatore e produttore cinematografico statunitense (St. Marys, n. 1899 - Los Angeles, † 1954)

## Sassofonisti(1)
- Paul Howard, sassofonista e clarinettista statunitense (Steubenville, n. 1895 - Los Angeles, † 1980)

## Schermidori(1)
- Michael Howard, ex schermidore britannico (Richmond, n. 1928)

## Scrittori(2)
- Robert E. Howard, scrittore statunitense (Peaster, n. 1906 - Cross Plains, † 1936)
- Sidney Howard, scrittore, drammaturgo e sceneggiatore statunitense (Oakland, n. 1891 - Tyringham, † 1939)

## Scrittrici(2)
- Elizabeth Jane Howard, scrittrice britannica (Londra, n. 1923 - Bungay, † 2014)
- Maureen Howard, scrittrice statunitense (Bridgeport, n. 1930 - New York, † 2022)

## Storici(1)
- Michael Howard, storico britannico (Ashmore, n. 1922 - † 2019)

## Triplisti(1)
- Robert Howard, triplista statunitense (Brooklyn, n. 1975 - Little Rock, † 2004)

## Urbanisti(1)
- Ebenezer Howard, urbanista e esperantista britannico (Londra, n. 1850 - Welwyn, † 1928)

## Velociste(1)
- Sherri Howard, ex velocista statunitense (Sherman, n. 1962)

## Velocisti(1)
- John Howard, ex velocista micronesiano (Weno, n. 1981)

## Wrestler(2)
- Hardcore Holly, ex wrestler statunitense (Glendale, n. 1963)
- Chuck Taylor, wrestler statunitense (Murray, n. 1986)